# Open Diputación 2004
L'Open Diputación 2004 è stato un torneo di tennis facente parte della categoria ATP Challenger Series nell'ambito dell'ATP Challenger Series 2004. Il torneo si è giocato a Cordova in Spagna dal 28 giugno al 4 luglio 2004 su campi in cemento.

## Vincitori

### Singolare
Gilles Müller ha battuto in finale  Nicolás Almagro con il punteggio di 6–1, 6–2

### Doppio
Brandon Coupe /  Tripp Phillips hanno battuto in finale  Emilio Benfele Álvarez /  Josh Goffi con il punteggio di 7–6(6), 7–6(1)